# Sabine Herold
Sabine Herold (nacida el 8 de julio de 1981) es una activista liberal clásica francesa y principal portavoz de Alternative Libérale, un partido político liberal/libertario francés.

## Biografía
Herold nació en Reims, Francia. Sus padres son profesores. Es alumna de administración pública del Institut d'études politiques de Paris y maestra en negocios de HEC Paris. Desde 2002, ha sido editora y portavoz de Liberté chérie (Libertad amada), un grupo de expertos libertario francés. Sabine Herold se hizo conocida en 2003 cuando encabezó una protesta de 80.000 miembros que abogaba por reformas en Francia y exigía una actitud responsable de los sindicatos. Su posición contra los sindicatos la llevó a ser descrita como la "nueva Juana de Arco".
A menudo ha reflexionado sobre la política implementada por la primera ministra británica Margaret Thatcher y los periódicos la llaman comúnmente "Mademoiselle Thatcher", una comparación que considera un cumplido.
Se casó con el líder de la Alternativa Libérale Édouard Fillias en septiembre de 2006. Fue candidata para las elecciones parlamentarias de 2007 en París contra la conservadora Françoise de Panafieu.

## Libros
- Liberté, liberté chérie (español: Libertad, Libertad Querida), Sabine Herold y Édouard Fillias, Les Belles Lettres, 2003, ISBN 2-251-44247-2
- Le manifeste des alterlibéraux (Inglés: Manifesto del los Liberales Alternativos), Edouard Fillias, Aurélien Véron, Ludovic Lassauce, Jean-Paul Oury y Sabine Hérold